# Фреймане, Валентина Леопольдовна
Валентина Леопольдовна Фреймане (латыш. Valentīna Freimane, урождённая Левенштейн, Lēvenšteins; 18 февраля 1922, Рига, Латвия — 16 февраля 2018, Берлин, Германия) — советский и латвийский театро- и киновед, офицер ордена Трёх звёзд и лауреат национальной премии «Цицерон».

## Биография
Валентина Левенштейн родилась 18 февраля 1922 года в Риге. Её отец, Леопольд Левенштейн, был финансовым и юридическим советником кинокомпании UFA, а мать светской женщиной, широко известной в богемных кругах. Детство провела с семьёй в разъездах между Ригой, Берлином и Парижем, пока в 1935 году Леопольд Левенштейн окончательно не осел в Риге. В Латвии Валентина вышла замуж, сменив фамилию на Фреймане, но начавшаяся немецкая оккупация обернулась трагедией для её семьи: в гетто погибли её родители, в тюрьме — молодой муж. Сама Валентина сумела пережить Холокост благодаря латвийскому правозащитнику Паулю Шиману, в доме которого скрывалась до возвращения Красной армии.
В 1949 году Валентина Фреймане окончила исторический факультет Латвийского государственного университета. С 1950 по 1963 год работала в редакции лиепайской газеты «Коммунист». В 1962—1965 годах училась в заочной аспирантуре ГИТИСа. В 1963—1968 годах работала в редакции драматических радиопередач Гостелерадио Латвийской ССР.
В 1970 году защитила диссертацию на соискание учёной степени кандидата искусствоведения по теме «60 лет латышского театра в Лиепае».
В 1968–1980 годах – старший научный сотрудник Института языка и литературы АН Латвийской ССР. До 1989 года работала также в Латвийской государственной консерватории, где преподавала историю театра.
Фреймане, признанный авторитет в республиканском театро- и киноведении, стала создательницей кинолектория Театрального общества и Союза кинематографистов Латвии. После 1990 года преподавала историю актёрского мастерства в Институте театроведения Свободного университета Берлина.
В 2010 году вышли воспоминания Фреймане «Прощай, Атлантида!» (латыш. Ardievu, Atlantīda!; русский перевод опубликован в 2012 году) о жизни с 1920-х годов до конца Второй мировой войны. В них подробно отражены уничтожение нацистами довоенной европейской культуры и гибель еврейства Восточной Европы. В декабре 2014 года на сцене Латвийской национальной оперы была поставлена опера латвийского композитора Артура Маскатса «Валентина», посвящённая судьбе Валентины Фреймане (либретто Маскатса и Лианы Ланги, постановщик Виестурс Кайриш); в мае 2015 года «Валентина» была также представлена в Берлине.
В 2002 году Валентина Фреймане была награждена латвийским орденом Трёх звёзд IV степени, а в 2012 году стала лауреатом национальной премии «Цицерон» в области образования. В 2010 году ей было присвоено звание почётного профессора Латвийской академии культуры. Она умерла в феврале 2018 года, незадолго до своего 96-летия.